# Пісний Андрій Миколайович
Андрій Миколайович Пісний (нар. 20 вересня 1980) — український футболіст, який грав на позиції півзахисника і нападника. Відомий за виступами у вищій лізі України за дніпропетровський «Дніпро», луцьку «Волинь», «Нафтовик-Укрнафта» та «Закарпаття» з Ужгорода, виступав також у найвищому дивізіоні Узбекистану за клуб «Машал». У 1996 і 1997 роках у складі юнацької збірної України брав участь у фінальних частинах чемпіонату Європи серед юнаків.

## Кар'єра футболіста
Андрій Пісний є вихованцем дніпропетровського футболу, і розпочав виступи на футбольних полях спочатку в другій команді місцевого «Дніпра», у 2000 році грав також і в третій команді дніпропетровського клубу, які на той час виступали в другій українській лізі, єдиний матч у вищій лізі в головній команді клубу зіграв 4 жовтня 1998 року проти запорізького «Металурга».
На початку 2001 році футболіст став гравцем команди української першої ліги СК «Волинь-1» з Луцька. У цій команді до кінця сезону Пісний зіграв 11 матчів. У новому клубі Андрій Пісний швидко став основним гравцем півзахисту, і в наступному сезоні, зігравши 23 матчі чемпіонату, разом із іншими товаришами по команді стає переможцем турніру першої ліги. Наступного сезону луцький клуб посів високе шосте місце в турнірній таблиці першої ліги, проте у вищій лізі Андрій Пісний втратив місце в основі команди, та зіграв лише 1 матч в чемпіонаті, після чого покинув луцький клуб, і став гравцем команди першої ліги «Система-Борекс» із Бородянки, який за півроку перейменували на «Борекс-Борисфен». У команді з Київщини Пісний грав протягом 2003 року, після чого став гравцем «Нафтовика» з Охтирки.
В охтирському клубі Андрій Пісний грав протягом чотирьох років. У команді він був одним із основних гравців півзахисту, зіграв за «Нафтовик» більше 100 матчів лише в чемпіонатах України. У сезоні 2006—2007 років разом із командою він удруге в своїй футбольній біографії стає переможцем першої української ліги. У сезоні 2007—2008 років футболіст спочатку грав у вищій українській лізі за «Нафтовик-Укрнафту», а в зимовому міжсезонні перейшов до складу іншої команди вищої ліги «Закарпаття» з Ужгорода.
На початку сезону 2008—2009 Андрій Пісний стає гравцем команди першої ліги «Десна», а під час зимового міжсезоння стає гравцем іншої першолігової команди «ІгроСервіс». У сімферопольській команді футболіст зіграв лише 12 матчів, і став гравцем узбецького клубу найвищого дивізіону Узбекистану «Машал». До України футболіст повернувся на початку 2010 року, спочатку грав за аматорський клуб «Факел» з Петриківки, а потім за інший аматорський клуб «Форос». У 2011 році Пісний грав за команду другої ліги «Макіїввугілля» із Макіївки, а в 2012 році став гравцем аматорського клубу «Жемчужина» з Ялти, яка з початку сезону 2012—2013 років розпочала виступи в другій українській лізі. Ялтинський клуб став останньою професійною командою в біографії Андрія Пісного. Після цього він у 2013 році грав за команду управління міністерства внутрішніх справ Дніпропетровської області, після чого завершив виступи на футбольних полях.

## Виступи за збірні
Андрій Пісний залучався до складу юнацької збірної України віком гравців до 16 років. У складі команди він брав участь у фінальній частині юнацького чемпіонату Європи 1996 та 1997 років.